# Annaphila olgae
Annaphila olgae är en fjärilsart som beskrevs av Giovanni Sala 1963 [1964. Annaphila olgae ingår i släktet Annaphila och familjen nattflyn. Inga underarter finns listade i Catalogue of Life.